# Erwin Nöldner
Erwin Nöldner (* 29. April 1913 in Lichtenberg; † 6. November 1944 im Zuchthaus Brandenburg-Görden) war ein deutscher Kommunist und Widerstandskämpfer gegen den Nationalsozialismus.

## Leben
Nöldner wohnte in Lichtenberg, Ortsteil Rummelsburg, in der Türrschmidtstraße 16. Als Zehnjähriger trat er dem Jung-Spartakus-Bund bei. Nach dem Schulbesuch erlernte er den Beruf eines Schlossers, wurde jedoch bald nach Beendigung der Lehre vor allem durch sein Engagement gegen Unternehmerwillkür arbeitslos. 1928 trat Nöldner in den Kommunistischen Jugendverband ein und wurde auch Mitglied der KPD. Er leitete die KJVD-Gruppe im Görlitzer Viertel und gehörte der Leitung des KJVD Berlin-Kreuzberg Südost an. Sportlich aktiv war Nöldner bei Sparta Lichtenberg, einem erfolgreichen Arbeiterverein aus Berlin.
Ab 1933 wirkte er illegal in einer KPD-Zelle des Unterbezirks Südost, wurde deshalb 1935 zum ersten Mal verhaftet und im Juni 1936 zu einer dreijährigen Zuchthausstrafe verurteilt. Bis Ende 1938 durchlief er die Haftstationen Luckau, Esterwegen und Aschendorfer Moor II. Nach seiner Freilassung 1938 arbeitete er in dem Weißenseer Betrieb Erwin Auert. Von hier knüpfte Nöldner Verbindung zur Gruppe um Robert Uhrig und betätigte sich selbst als Verbindungsmann zu anderen Betrieben. 1944 wurde Erwin Nöldner von Anton Saefkow für den Aufbau bewaffneter Wehrgruppen gewonnen. Im Juli 1944 wurde er aufgrund seiner ständigen Aktivitäten gegen das Hitler-Regime erneut verhaftet und trotz eines Gnadengesuches der gesamten Belegschaft seines Betriebes am 19. September 1944 zusammen mit Bernhard Almstadt und Arthur Weisbrodt vom Volksgerichtshof zum Tode verurteilt und am 6. November 1944 im Zuchthaus Brandenburg-Görden hingerichtet.

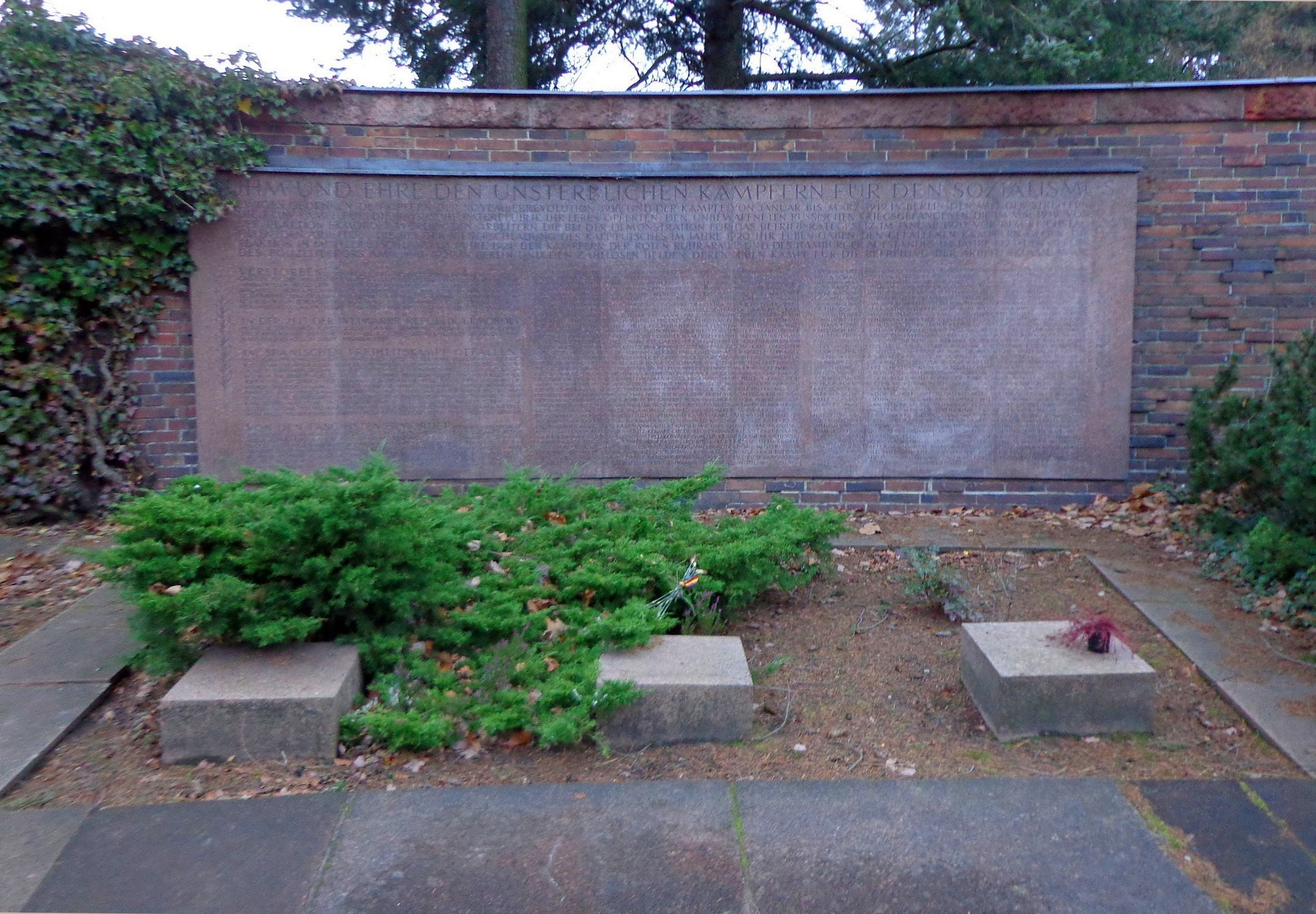
Gedenkstätte der Sozialisten, Porphyr-Gedenktafel an der Ringmauer mit Urnensammelgrab

Nach der Hinrichtung wurde sein Leichnam im Krematorium Brandenburg verbrannt. Im Jahr 1946 wurden zahlreiche Urnen mit der Asche von in der Zeit des Nationalsozialismus hingerichteten Widerstandskämpfern aus den damaligen Berliner Bezirken Lichtenberg, Kreuzberg und Prenzlauer Berg auf den Zentralfriedhof Friedrichsfelde überführt, von denen besonders viele im Zuchthaus Brandenburg-Görden enthauptet worden waren. Ihre sterblichen Überreste fanden schließlich in der 1951 eingeweihten Gedenkstätte der Sozialisten (Urnensammelgrab bei der großen Porphyr-Gedenktafel auf der rechten Seite der Ringmauer) ihren endgültigen Platz. Neben Erwin Nöldner erhielten auf diese Weise auch viele andere Widerstandskämpfer eine würdige Grabstätte und einen Gedenkort.
Erwin Nöldner war verheiratet mit Lucie, geb. Kolboske, und hatte einen Sohn, den späteren DDR-Fußball-Nationalspieler Jürgen Nöldner.

## Ehrungen

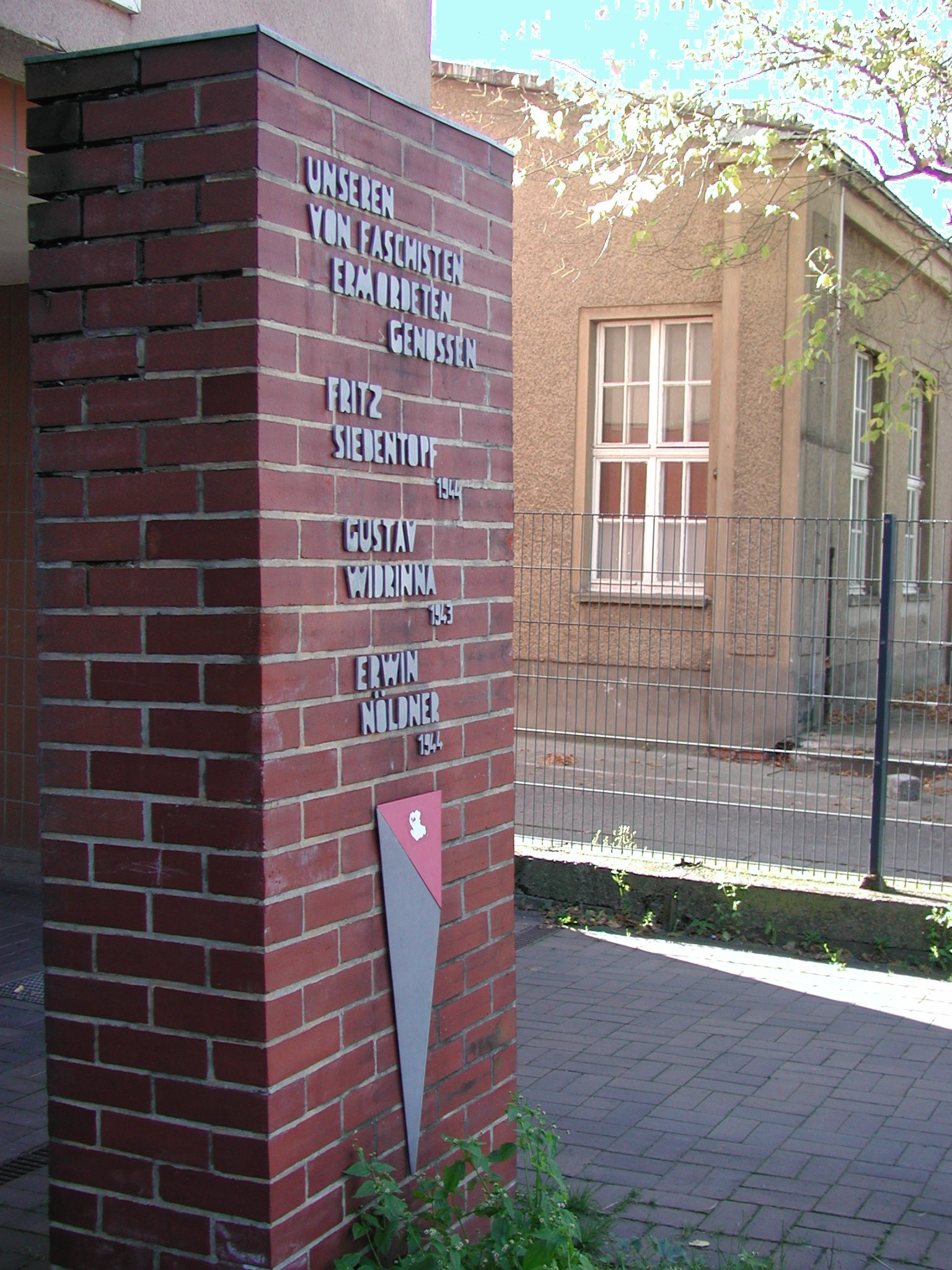
Die Stele in Berlin-Weißensee, dahinter ein Gebäudeteil der ehemaligen Firma „Auert“

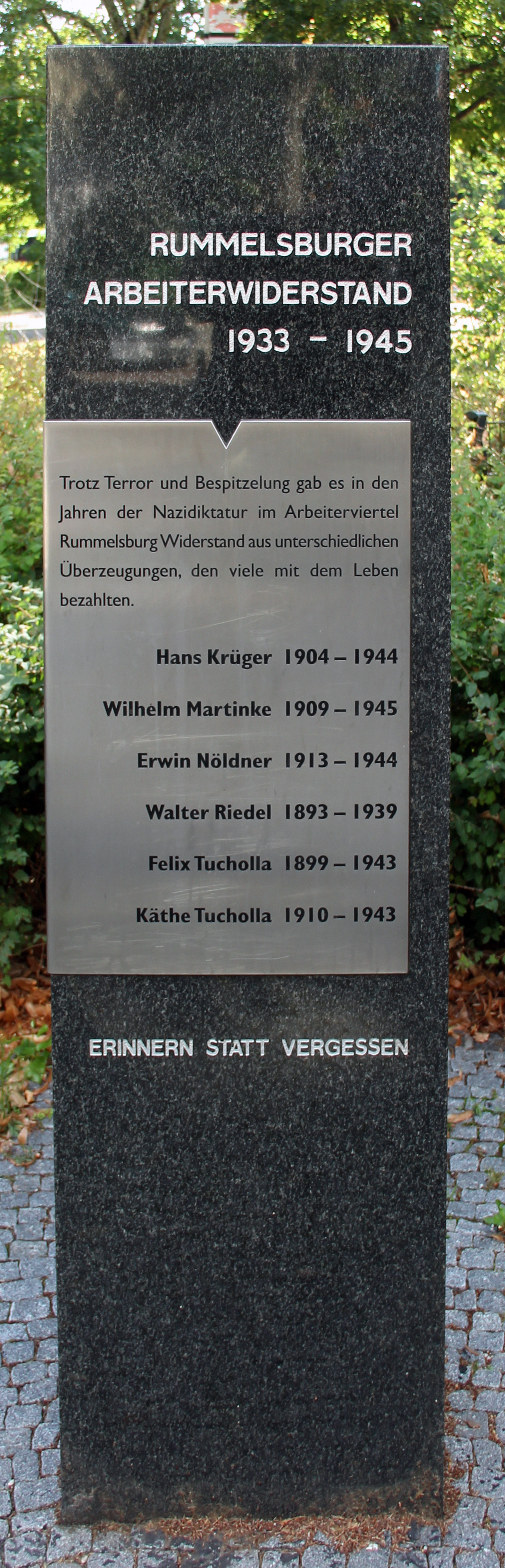
Gedenkstein, Nöldnerplatz, in Berlin-Rummelsburg

Gleich nach dem Ende des Zweiten Weltkrieges wurde eine Hauptstraße in Rummelsburg, die ehemalige Prinz-Albert-Straße, bereits zeitweise als Erwin-Nöldner-Straße bezeichnet, ab 31. Juli 1947 offiziell als Nöldnerstraße bezeichnet.
Der Platz zwischen dem Schulensemble und dem Eingang zur S-Bahn, der vorher unbezeichnet war oder bei den Einwohnern auch Lindenplatz genannt wurde, bekam den Namen Nöldnerplatz, ebenso der angeschlossene S-Bahnhof. Die Fläche der ehemaligen Portlandstraße wurde nach 1958 in den Nöldnerplatz einbezogen.
Am früheren Wohnhaus der Familie Nöldner hatten staatliche Stellen der DDR in den 1970er Jahren eine Gedenktafel mit folgender Inschrift anbringen lassen:
Hier wohnte der antifaschistische Widerstandskämpfer Erwin Nöldner,
geboren 29. 4. 1913
hingerichtet 6. 11. 1944
Diese Metalltafel wurde nach 1990 entwendet. So ließ das Aktive Museum Faschismus und Widerstand in Berlin e.V. eine Ersatztafel aus Plastik (40 × 27 cm) anfertigen, die am 6. Mai 1994 enthüllt wurde und in einer Kurzbiographie Erwin Nöldner ehrte. Seit 1996 ist allerdings auch die Ersatztafel verschwunden.
Am Ort der ehemaligen Firma in Berlin-Weißensee, in der Erwin Nöldner arbeitete, in der Rennbahnstraße 3, gab es früher auch eine Gedenktafel für ihn, die nun ebenfalls nicht mehr vorhanden ist. Eine Gedenkstele für Nöldner und zwei ebenfalls hingerichtete Arbeitskollegen befindet sich in einer Parallelstraße am nördlichen Ende des ehemaligen Fabrikgeländes der Firma Erwin Auert vor dem Wohnhausneubau Liebermannstraße 30 (früher Franz-Joseph-Straße):
Unseren von Faschisten ermordeten Genossen
Fritz Siedentopf 1944
Gustav Widrinna 1943
Erwin Nöldner 1944
Am 7. Mai 2010 wurde auf dem Nöldnerplatz in Berlin-Rummelsburg eine weitere Gedenkstele enthüllt, die 10.000 Euro kostete und aus Spendengeldern finanziert wurde. Entwurf und Herstellung erfolgten durch die Firma Lieser, eine Metalltafel an einem Granitstein erinnert an den Widerstand im Rummelsburger Kiez gegen den Nationalsozialismus. Neben Erwin Nöldner werden auch die folgenden Mitkämpfer namentlich geehrt: Hans Krüger, Wilhelm Martinke (* 12. Oktober 1909 in Berlin; † 30. Januar 1945 im Zuchthaus Sonnenburg erschossen), Walter Riedel († 1939) sowie Käthe und Felix Tucholla.